# Contagio (novela)
Contagio es una novela del género thriller médico, de la serie Jack Stapleton y Laurie Montgomery, escrita por Robin Cook y publicada por Emecé Editores en 1996.

## Argumento
El oftalmólogo Jack Stapleton languidece ante la competencia de AmeriCare, una empresa de medicina prepaga, que va fagocitando todos sus pacientes. Al poco tiempo, un accidente le arrebata también a su mujer e hijas. Abatido, Stapleton cambia de especialidad y se muda a Nueva York.
En su nueva condición de patólogo forense, Jack descubre la existencia de un brote de enfermedades, tan raras como letales, que atacan por igual a jóvenes y ancianos. Hay indicios que lo llevan a pensar en una extraña conspiración para provocar el contagio de esas afecciones.